# Battlefield Hardline
Battlefield Hardline es un videojuego de acción en primera persona lanzado el 18 de marzo de 2015, desarrollado por Visceral Games y EA Digital Illusions CE, y distribuido por Electronic Arts. Es el primer juego de la serie que tiene como temática principal el crimen policiaco, además de lanzarse para Microsoft Windows, Xbox 360, Xbox One, PlayStation 3 y PlayStation 4.
El juego que, primeramente fue revelado en mayo de 2014, a través de un post en el blog de EA por el vicepresidente y gerente general de Visceral Games, Steve Papoutsis, adelantaba que sería la nueva entrega dentro de la serie. Varios rumores habían estado circulando alrededor del juego como Battlefield: S.W.A.T., días antes desde aquella noticia. Por lo que fue en la Electronic Entertainment Expo 2014 (E3 2014) donde hubo más información al respecto relacio con ello como su multijugador y sobre todo, la campaña primaria del mismo. Los usuarios de Xbox One, pudieron jugar al videojuego antes de que fuera lanzado y además se lanzó un pack que contenía la consola con un mando con el diseño del videojuego y el videojuego.

## Premisa
Hasta el momento desde su filtración, solo pudo saberse que tendrá una temática policial y que su protagonista principal, Nick Mendoza, quien es un detective de Miami, está atrapado entre una línea de oficiales corruptos y una red de criminales.
Durante el evento de la San Diego Comic-Con International en la conferencia dada por EA, el sitio web estadounidense Polygon hizo eco al hablar acerca de la trama con los responsables del juego y que según ellos "narrará la aventura de un policía envuelto en un complot, que tendrá que demostrar su inocencia."

## Episodios
| Número  | Título                  |
| ------- | ----------------------- |
| Prólogo | Prólogo                 |
| 1       | Vuelta al cole          |
| 2       | Manzana podrida         |
| 3       | Cebo para caimanes      |
| 4       | Caso cerrado            |
| 5       | Encrucijada             |
| 6       | Fuera de circulación    |
| 7       | Casas de cristal        |
| 8       | Territorio soberano     |
| 9       | Día de la independencia |
| 10      | Legado                  |

## Desarrollo

### Antecedentes
Ahora, en este caso, Visceral Games fue el encargado de producir y desarrollar principalmente el juego aunque, por otro lado, EA Digital Illusions CE (DICE) también lo hará pero ocupándose del modo multijugador mientras que, Visceral, en primera parte con la campaña. Visceral Games es reconocido por crear la serie de Dead Space para la propia EA. Según había declarado Steve Papoutsis que, "hace años durante un encuentro interno [...] con otros creativos de la compañía (EA)", conoció a Karl Magnus Troedsson de DICE al que le gustaba dicha saga y comenzaron a platicar sobre, en ese momento, el desarrollo de la tercera entrega de la serie, Dead Space 3. Fue allí donde comenzó el proyecto cuando también hablaron acerca del que sería el nuevo juego de Battlefield.

### Presentación
El juego fue desvelado por el vicepresidente de su compañía, Steve Papoutsis, adelantando lo que sería el próximo videojuego de Battlefield. Aunque, días después de eso, apareció su primer vídeo mostrando su jugabilidad y, entre otras cosas, los distintos modos de juego de su multijugador. Además, esto fue debido a que fue parte de la publicidad del mismo para llamar la atención en el portal de la comunidad de "Battlelog" aun estando a unas solas semanas de lo que fue la E3 2014. Por cierto como último dato relevante a esto, dicho vídeo fue criticado por su pobre sistema de gráficos a lo que, dijo el propio estudio, que les tomó hacerlo en tan solo seis meses, de ahí mismo, a su mediocridad y estilo. Se creía que, durante dicho evento, pudiera revelarse más información incluso el mismo día de su apertura que fue el 9 de junio. Pues, a lo anterior mencionado solo pudo llegar a presentarse una secuencia en vídeo sobre su multijugador y alguna que otra información al respecto con la beta del mismo.
Su distribuidora, EA, ha dicho que está muy "entusiasmada" por el juego además de que será una nueva serie dentro de la misma.

### Beta del juego
A lo que respecta con dicha beta, el sitio web oficial del juego la había anunciado para hacerse pública su apertura que fue ese mismo día en la E3 2014 seguido de la presentación del mismo durante dicho evento. Así, como también que estaría disponible para las plataformas de PC y PlayStation 4 a partir de la misma fecha y dándose por terminada el 26 de junio. Aunque, al mismo tiempo que daba su cierre la misma compañía desarrolladora del juego, Visceral Games, anunció que comenzaría con una "segunda parte" para lanzarse este próximo otoño que viene, esta vez, para las demás plataformas como lo son la Xbox One, Xbox 360 y PlayStation 3.

## Lanzamiento
La compañía EA tenía planeado lanzarlo para el 21 de octubre de 2014, aproximadamente en otoño, como a las demás entregas dentro de la serie. Ya que, finalmente fue lanzado el 17 de marzo de 2015. El retraso que sufrió se debe a que necesitaban más tiempo para pulir y mejorar el modo multijugador que muchos usuarios pudieron disfrutar gracias a su beta.

## Recepción
Battlefield Hardline ha recibido todo tipo de críticas la mayoría positivas. GameRankings y Metacritic dieron a las versiones de PlayStation 4 un 75.50% basado en 12 opiniones y 74/100 basado en 19 respectivamente a la versión de PC un  75.00% basado en 3 críticas y 71/100 basado en 4, y a la versión de Xbox One un 73.20% de 5 críticas y 70/100 basado en 9.